# Kym Karath
Kym Karath (Los Angeles, Califórnia, 4 de agosto de 1958) é uma atriz e modelo estadunidense famosa por interpretar Gretl, filha mais nova dos Von Trapp em A Noviça Rebelde.
Kym começou a atuar muito pequena, com apenas três anos. Fez filmes com Henry Fonda, Maureen O'Hara, Doris Day e Jack Lemmon. Em 1965, ganhou o papel de Gretl. Após “A noviça rebelde” fez séries como “Perdidos no espaço” e “Lassie”. 
Mudou-se para Paris para trabalhar como modelo e estudar história da arte. Atuou pela última vez na TV na novela “All My Children”.

## Filmografia

### Atriz
- "All My Children" (1970) Seriado de TV .... Kristen (episódios desconhecidos, 1988)
- Midnight Offerings (1981) (TV) .... Monique
- "Archie Bunker's Place" .... Pretty Girl (1 episódio, 1980)

```
- Veronica and the Health Inspector (1980) episódio de TV .... Pretty Girl
```

- "Os Waltons" .... Mabel (1 episódio, 1973)

... ou "The Waltons" - USA (título original)
```
- The Thanksgiving Story (1973) episódio de TV .... Mabel
```

- "The Brady Bunch" .... Kerry (1 episódio, 1972)

... ou "A Família Brady" - Brasil (título para TV a cabo)
```
- Cyrano de Brady (1972) episódio de TV .... Kerry
```

- "Family Affair" .... Barbara / ... (3 episódios, 1966-1971)

```
- Goodbye, Mrs. Beasley (1971) episódio de TV .... Wynn Catter
- Best of Breed (1967) episódio de TV .... Garota
- A Matter for Experts (1966) episódio de TV .... Barbara
```

- "Perdidos no Espaço" .... Princess (1 episódio, 1966)

... ou "Lost in Space" - USA (título original)
```
- The Lost Civilization (1966) episódio de TV .... Princess
```

- "Lassie" .... Kathy Vaughn (1 episódio, 1966)

```
- The Doll (1966) episódio de TV .... Kathy Vaughn
```

- "Dr. Kildare" (2 episódios, 1966)

```
- Travel a Crooked Road (1966) episódio de TV
- A Sometimes Distant Spring (1966) episódio de TV
```

- "My Three Sons" .... Pammy (1 episódio, 1965)

```
- Monsters and Junk Like That (1965) episódio de TV .... Pammy
```

- "Peyton Place" .... Susan (1 episódio, 1965)

```
- Episódio #1.93 (1965) episódio de TV .... Susan
```

- A Noviça Rebelde (1965) .... Gretl

... ou "The Sound of Music" - USA (título original)
... ou "Música no Coração" - Portugal
- Um Amor de Vizinho (1964) (sem créditos) .... Denise Bissell

... ou "Good Neighbor Sam" - USA (título original)
... ou "Empresta-me o Teu Marido" - Portugal
- Tempero do Amor (1963) .... Maggie Boyer

... ou "The Thrill of It All" - USA (título original)
... ou "O Tempero do Amor" - Portugal
- Os Nove Irmãos (1963) (sem créditos) .... Pattie-Cake Spencer

... ou "Spencer's Mountain" - USA (título original) 

### Trilha sonora
- A Noviça Rebelde (1965) intérprete: "Do-Re-Mi" (1959, "The Lonely Goatherd" (1959), "Edelweiss" (1959), "So Long, Farewell" (1959)) ("The Sound of Music" (1959), "My Favorite Things" (1959))

... ou "The Sound of Music" - USA (título original)
... ou "Música no Coração" - Portugal

## Curiosidades
Durante as filmagens de The Sound of Music, Heather Menzies (Luisa Von Trapp) salvou Kym de se afogar. Na cena, gravada em um lago, Julie Andrews deveria pular e salvar a menina, mas pulou por engano do lado errado. Heather foi quem tirou Kym da água, e ambas ficaram próximas após o incidente.